# Một chuyên luận về bản chất con người
Một chuyên luận về bản chất con người (1738 - 1740) là một cuốn sách của triết gia người Scotland David Hume, được nhiều người coi là tác phẩm quan trọng nhất của Hume và là một trong những tác phẩm có ảnh hưởng nhất trong lịch sử triết học. Chuyên luận là một tuyên bố kinh điển của chủ nghĩa kinh nghiệm triết học, chủ nghĩa hoài nghi và chủ nghĩa tự nhiên. Trong phần giới thiệu, Hume trình bày ý tưởng đặt tất cả khoa học và triết học vào một nền tảng mới lạ: cụ thể là một cuộc điều tra duy nghiệm về bản chất con người. Bị ấn tượng bởi những thành tựu của Isaac Newton trong ngành khoa học vật lý, Hume đã tìm cách đưa phương pháp thí nghiệm lý luận tương tự vào nghiên cứu tâm lý học con người, với mục đích khám phá "mức độ và động lực của nhận thức con người". Chống lại các nhà duy lý triết học, Hume lập luận rằng đam mê thay vì lý trí chi phối hành vi của con người. Ông giới thiệu vấn đề nổi tiếng về quy nạp, lập luận rằng lý luận quy nạp và niềm tin của chúng ta về nguyên nhân và kết quả không thể được chứng minh bằng lý trí; thay vào đó, niềm tin của chúng ta vào phép quy nạp và mối quan hệ nhân quả là kết quả của thói quen và tập quán tinh thần. Hume bảo vệ quan niệm duy cảm về đạo đức, cho rằng đạo đức dựa trên tình cảm và đam mê hơn là lý trí, và nổi tiếng với tuyên bố rằng "lý trí là, và chỉ nên là nô lệ cho những đam mê". Hume cũng đưa ra một lý thuyết hoài nghi về bản sắc cá nhân và một quan điểm tương hợp về tự do ý chí.

Các nhà triết học đương đại đã viết về Hume rằng "không có người nào ảnh hưởng đến lịch sử triết học đến mức sâu sắc hoặc làm rối trí hơn ông", và rằng Chuyên luận của Hume là "tác phẩm thiết lập nên khoa học nhận thức "  và "tác phẩm triết học quan trọng nhất viết bằng tiếng Anh." Tuy nhiên, công chúng ở Anh vào thời điểm đó không đồng ý, cuối cùng, chính Hume cũng không đồng ý với điều đó, và ông đã làm lại cuốn Chuyên luận thành cuốn Một cuộc điều tra liên quan đến sự hiểu biết của con người (1748) và một cuộc điều tra liên quan đến các nguyên tắc đạo đức (1751). Trong phần giới thiệu của tác giả cho cuốn đầu tiên, Hume đã viết: 
 Hầu hết các nguyên tắc và lý luận, có trong tác phẩm này, đã được xuất bản trong một tác phẩm gồm ba tập, được gọi là Một chuyên luận về bản chất con người: một tác phẩm mà Tác giả đã dự kiến trước khi rời Đại học, và tác giả đã viết và xuất bản không lâu sau đó. Nhưng tác phẩm đó không thành công, và tác giả cảm nhận được lỗi của mình khi tìm đến với cánh báo chí quá sớm, và tác giả đã đưa toàn bộ nội dung tác phẩm đó một lần nữa vào các tác phẩm sau này, trong đó một số sơ suất trong lý luận và hơn nữa là cách diễn đạt trước đây của tác giả, tác giả hy vọng, đã được sửa chữa. Tuy rằng một số cây viết đã tôn vinh Triết học của Tác giả, đã điều hướng tất cả năng lượng của họ chống lại tác phẩm còn chưa trưởng thành đó, điều mà tác giả không bao giờ thừa nhận, và đã có thể giành thắng lợi trong bất kỳ hoàn cảnh nào, cái mà họ tưởng rằng họ đã đạt được: Một thực tế rất trái với tất cả các quy tắc của sự chân thật và công bằng, và một ví dụ chắc chắn của những ngụy luận mà những định kiến nhiệt thành cho rằng bản thân được ủy quyền sử dụng. Do đó, Tác giả mong muốn rằng các phần sau đây có thể được coi là chứa đựng những quan điểm và nguyên tắc triết học của Tác giả.
 Về một cuộc điều tra liên quan đến các nguyên tắc đạo đức, Hume nói: "trong tất cả các tác phẩm của tôi về lịch sử, triết học hoặc văn học, đây chắc chắn là tác phẩm tốt nhất." 